# Шумећани
Шумећани су насељено место у саставу града Иванић-Града, у Загребачкој жупанији, Хрватска.

## Становништво
На попису становништва 2011. године, Шумећани су имали 494 становника.

## Попис1991.
На попису становништва 1991. године, насељено место Шумећани је имало 477 становника, следећег националног састава:
| Попис 1991.‍  | Попис 1991.‍  | Попис 1991.‍ | Попис 1991.‍ | Попис 1991.‍ |
| ------------ | ------------ | ----------- | ----------- | ----------- |
|              |              |             |             |             |
| Хрвати       | Хрвати       |             | 456         | 95,59%      |
| Срби         | Срби         |             | 9           | 1,88%       |
| Муслимани    | Муслимани    |             | 6           | 1,25%       |
| Југословени  | Југословени  |             | 4           | 0,83%       |
| неопредељени | неопредељени |             | 2           | 0,41%       |
| укупно: 477  |              |             |             |             |